# Rails & Ties
Rails & Ties (Brasil: Trilhos do Destino / Portugal: Laços de Esperança) é um filme de drama estadunidense de 2007 dirigido por Alison Eastwood e escrito por Micky Levy. Conta a história de um menino e sua mãe viúva com problemas mentais que comete suicídio em seu carro ao estacionar em uma ferrovia. O menino confronta o engenheiro ferroviário que acidentalmente matou sua mãe, pedindo a ele e sua esposa que o criem depois de escapar de uma mãe adotiva cruel. Os dois concordam em criá-lo; no entanto, é mais tarde revelado que sua esposa está morrendo de câncer de mama. Kevin Bacon interpreta o engenheiro de trem, Marcia Gay Harden interpreta sua esposa doente e Miles Heizer interpreta o menino.

## Enredo
Laura Danner é uma mãe solteira com problemas mentais que usa drogas ilegais e não pode cuidar de seu filho Davey, de 10 anos. Levada ao desespero, ela decide cometer suicídio dirigindo um carro em uma ferrovia, levando Davey com ela. Ela oferece a ele alguns tranquilizantes de antemão, mas, sem que ela saiba, ele os cospe. Sua mãe segue para os trilhos. À medida que um trem se aproxima, Davey tenta em vão arrastá-la para fora do carro, saltando bem a tempo. Dois tripulantes do trem, Tom Stark e Otis Higgs, vendo o carro nos trilhos à frente, discutem se uma parada de emergência vai descarrilhar o trem ou não. No entanto, o trem atinge e mata a mãe do menino. Posteriormente, a empresa ferroviária pede um inquérito interno e suspende os dois motoristas enquanto se aguarda um inquérito informal.
Davey passou a primeira noite após o incidente com uma assistente social empática, Renee. No entanto, ela coloca o menino com uma mãe adotiva disciplinadora e de coração frio, que imediatamente declara ao menino que ela teria preferido uma menina. Mais tarde, depois de ser confinado em seu quarto por insultar a mãe adotiva enquanto ela o repreendia na cozinha, ele foge quebrando primeiro um porta-retratos na parede e, em seguida, usa o vidro estilhaçado para cortar a tela da janela aberta. As autoridades são alertadas e uma busca por pessoa desaparecida é iniciada. O menino obtém o endereço residencial do maquinista Tom Stark. Ele aparece na casa dos Stark e repreende Tom por acidentalmente matar sua mãe no acidente de trem, mas eventualmente ele se acalma. A esposa de Tom, Megan, insiste em deixar o menino ficar, embora Tom inicialmente desaprove. Cuidar de Davey gradualmente ajuda o casal a se reconectar.
Megan está sofrendo de câncer de mama, que voltou e se espalhou para os ossos. Já tendo se submetido a uma mastectomia, ela decidiu que não suportará mais a quimioterapia e deve aceitar sua morte inevitável. O casal não tem filhos, em parte devido à doença de Megan e em parte por causa do trabalho de Tom. Tom não consegue lidar com a doença de sua esposa e implora que ela continue o tratamento. Enquanto isso, a assistente social, Renee, ao saber que o menino pode ter procurado a casa dos Stark, chega na casa e até faz uma busca, suspeitando que o menino está lá, mas encontra apenas uma visivelmente doente Megan Stark. A família continua se unindo, mas a assistente social fica de olho na família. Quando ela os vê no parque para um piquenique, ela decide chamar a polícia, mas para quando percebe que o menino é claramente parte de uma família devotada.
A condição de Megan piora e Davey descobre que ela está realmente morrendo. Ele tem um ataque, culpando-se não apenas pela morte de Megan, mas também pelo suicídio de sua própria mãe. Tom Stark acalma o menino, assegurando-o de que não é culpa dele. Poucas horas antes de sua morte, Megan diz a um entristecido Davey o quanto ela o ama. Ela morre dormindo. Algum tempo depois do funeral, Tom informa Davey que talvez seja hora de entrar em contato com a assistente social para ver se ele pode adotá-lo. O filme termina com Tom e Davey se aproximando do escritório de Renee de mãos dadas.

## Elenco
- Kevin Bacon como Tom Stark
- Marcia Gay Harden como Megan Stark
- Miles Heizer como Davey Danner
- Marin Hinkle como Renée
- Eugene Byrd como Otis Higgs
- Bonnie Root como Laura Danner
- Steve Eastin como N.B. Garcia
- Laura Cerón como Susan Garcia
- Margo Martindale como Judy Neasy
- Kathryn Joosten como Sra. Brown

## Recepção
Rotten Tomatoes dá ao filme uma pontuação crítica de 34% com base nas avaliações de 47 críticos.